# Лебяжий лиман
Лебяжий лиман — заплавна водойма в басейні річки Бейсуг (Брюховецький район). Складається з двох майже відособлених частин.
Загальна площа близько 23 км².
Це степова водойма, дуже віддалена від узбережжя Азовського моря. Виник результаті злиття Бейсуга з лівим і правим притоками, що мають назву Бейсужків. У період повені лиман переповнюється і через систему плавнів, які з'явилися на місці колишньої течії Бейсуга, скидає «зайву» воду в Бейсузький лиман.